# Ammothea gibbosa
Ammothea gibbosa är en havsspindelart som först beskrevs av Möbius, K. 1902.  Ammothea gibbosa ingår i släktet Ammothea och familjen Ammotheidae. Inga underarter finns listade i Catalogue of Life.